# Neopsylla sellaris
Neopsylla sellaris är en loppart som beskrevs av Wei Shufeng et Chen Ningyu 1974. Neopsylla sellaris ingår i släktet Neopsylla och familjen mullvadsloppor. Inga underarter finns listade i Catalogue of Life.